# Metropolitano de Carcóvia
metro (português europeu) ou metrô (português brasileiro) de Carcóvia é o sistema de metropolitano que opera na cidade de Carcóvia, na Ucrânia. Foi inaugurado em 1975 e é a segunda maior rede de metro desse país (a seguir ao metro de Quieve). Foi o quinto sistema deste género construído na URSS.

## História
Os primeiro projectos para a construção de um sistema de metropolitano em Carcóvia foram feitos ainda durante a época em que a cidade era a capital da República Socialista Soviética da Ucrânia. Mas com a passagem da capital para Quieve, em 1934, adiaram a sua construção; somando-se a esse facto, a destruição causada pela Segunda Guerra Mundial atrasou ainda mais o início das obras do metro de Carcóvia. Nos anos 60, o já existente sistema de transportes públicos da cidade estava sobreutilizado, facto que influenciou decisivamente a construção do metro; as obras começaram em 1968.
Sete anos mais tarde, a 23 de agosto de 1975, um primeiro troço com oito estações e 10,4 km de foi inaugurado, dando início à vida do metro de Carcóvia. A suas estações não são tão ornamentadas como as do metro de Moscovo ou como as do metro de São Petersburgo.

## Eventos e números
Atualmente, o metropolitano de Carcóvia constituída por três linhas, 28 estações e 35,4 km de pista. As linhas são construídos utilizando o design típico Soviética um triângulo, ou seja, existem três linhas radiais que cruzam no centro. Aberto a partir de 5:30 am até meia-noite, as estações são abertas diariamente e o tráfego de passageiros de mais de 1 milhão de pessoas.
Por cauda da forma geológica do solo sobre o qual a cidade esta localizada, as estações estão localizadas em diferentes alturas. Seis dos 28 estações estão em grandes profundidades, enquanto os restantes são de pouca profundidade. O Metrô de Carcóvia, foi o primeiro metrô a produzir o desenho de um arco único em uma estação profunda (como a estação Schodnenskaja em Moscou).

## Rede
| Linha                     | Cor      | Trajecto                                               | Inauguração | Número de estações |
| ------------------------- | -------- | ------------------------------------------------------ | ----------- | ------------------ |
| Kholodnogorsko-Zavodskaya | Vermelho | Kholodnaya Gora ↔ Proletraskaya                        | 1975        | 13                 |
| Saltovskay                | Azul     | Istorichesky Muzei ↔ Geroev Truda                      | 1984        | 8                  |
| Alekseevskaya             | Verde    | 23 Avgusta ↔ Estação Metroviária Imeni G.I. Vashchenko | 1995        | 7                  |